# Julio Barcos
Pour les articles homonymes, voir Barcos.
 (septembre 2024).
La mise en forme du texte ne suit pas les recommandations de Wikipédia : il faut le « wikifier ».
Les points d'amélioration suivants sont les cas les plus fréquents. Le détail des points à revoir est peut-être précisé sur la page de discussion.
- Les titres sont pré-formatés par le logiciel. Ils ne sont ni en capitales, ni en gras.
- Le texte ne doit pas être écrit en capitales (les noms de famille non plus), ni en gras, ni en italique, ni en « petit »…
- Le gras n'est utilisé que pour surligner le titre de l'article dans l'introduction, une seule fois.
- L'italique est rarement utilisé : mots en langue étrangère, titres d'œuvres, noms de bateaux, etc.
- Les citations ne sont pas en italique mais en corps de texte normal. Elles sont entourées par des guillemets français : « et ».
- Les listes à puces sont à éviter, des paragraphes rédigés étant largement préférés. Les tableaux sont à réserver à la présentation de données structurées (résultats, etc.).
- Les appels de note de bas de page (petits chiffres en exposant, introduits par l'outil «  Source ») sont à placer entre la fin de phrase et le point final[comme ça].
- Les liens internes (vers d'autres articles de Wikipédia) sont à choisir avec parcimonie. Créez des liens vers des articles approfondissant le sujet. Les termes génériques sans rapport avec le sujet sont à éviter, ainsi que les répétitions de liens vers un même terme.
- Les liens externes sont à placer uniquement dans une section « Liens externes », à la fin de l'article. Ces liens sont à choisir avec parcimonie suivant les règles définies. Si un lien sert de source à l'article, son insertion dans le texte est à faire par les notes de bas de page.
- La présentation des références doit suivre les conventions bibliographiques. Il est recommandé d'utiliser les modèles {{Ouvrage}}, {{Chapitre}}, {{Article}}, {{Lien web}} et/ou {{Bibliographie}}. Le mode d'édition visuel peut mettre en forme automatiquement les références.
- Insérer une infobox (cadre d'informations à droite) n'est pas obligatoire pour parachever la mise en page.

Pour une aide détaillée, merci de consulter Aide:Wikification.
Si vous pensez que ces points ont été résolus, vous pouvez retirer ce bandeau et améliorer la mise en forme d'un autre article.
Julio Barcos, né en 1883 à Santa Fe et mort en 1960 à Buenos Aires, est un militant anarchiste argentin et pédagogue du début du XXe siècle.

## Biographie
Julio Barcos naît à Santa Fe en 1883.
Jeune homme, il s'initie aux idées anarchistes et contribue à des publications libertaires telles que La Protesta.
Engagé dans la défense des droits des enfants et des femmes, il est influencé par les pédagogies libertaires de son époque. En 1907, il devient directeur de l'École laïque de Lanús, puis, en 1908, il fonde l'École moderne de Buenos Aires. Barcos, en plus de son rôle d'enseignant et de pédagogue anarchiste, exerce également la fonction d'inspecteur des écoles normales. Avec l'arrivée au pouvoir d'Hipólito Yrigoyen, un ami personnel, Barcos s'engage progressivement dans le mouvement radical, tout en continuant à défendre ses idéaux éducatifs et sociaux.
Il est sans doute le représentant le plus remarquable du rationalisme local entre 1905 et la fin des années 1910.
Julio Barcos meurt en 1960 à Buenos Aires.

## Œuvres
- La felicidad del pueblo es la suprema ley [« La félicité du peuple est la loi suprême »], 1915
- Cómo educa el estado a tu hijo [« Comment l'État éduque son fils »], 1927
- La politique pour les intellectuels, 1931
- Pour le pain du peuple, 1933